# Betás Fariba
Betás Fariba (perzsául: جوهر مناري; Teherán, 1955. február 11. –) iráni válogatott labdarúgó.

## Pályafutása

### Klubcsapatban
Teheránban született. 1976 és 1977 között a Rah Ahan Teherán csapatában játszott. 1977 és 1979 között a PAS Teherán játékosa volt, melynek tagjaként 1978-ban bajnoki címet szerzett. 1979-től 1988-ig az Eszteglált erősítette.

### A válogatottban
1977 és 1986 között 12 alkalommal szerepelt az iráni válogatottban és 16 gólt szerzett. Részt vett az 1978-as világbajnokságon és tagja volt az 1980-as Ázsia-kupán bronzérmet szerző válogatott keretének. 7 góllal a dél-koreai Cshö Szunho mellett a torna legeredményesebb játékosa volt.

## Sikerei, díjai
Irán
- Ázsia-kupa bronzérmes (1): 1980

Egyéni
Az Ázsia-kupa legeredményesebb játékosa (1): 1980 (7 gól)